# Nätdragande morianer
| Till vänster: Morianbron i Hagaparken på 1860-talet, till höger: i Ulriksdals slottspark 2015. |  | Till vänster: Morianbron i Hagaparken på 1860-talet, till höger: i Ulriksdals slottspark 2015. |
| Till vänster: Morianbron i Hagaparken på 1860-talet, till höger: i Ulriksdals slottspark 2015. |  |                                                                                                |

Nätdragande morianer (även kallad Morianbron) är en skulpturgrupp föreställande två morianer. Den fanns ursprungligen i Hagaparken i Solna kommun, men flyttades 1863 till sin nuvarande plats i Ulriksdals slottspark.

## Historik

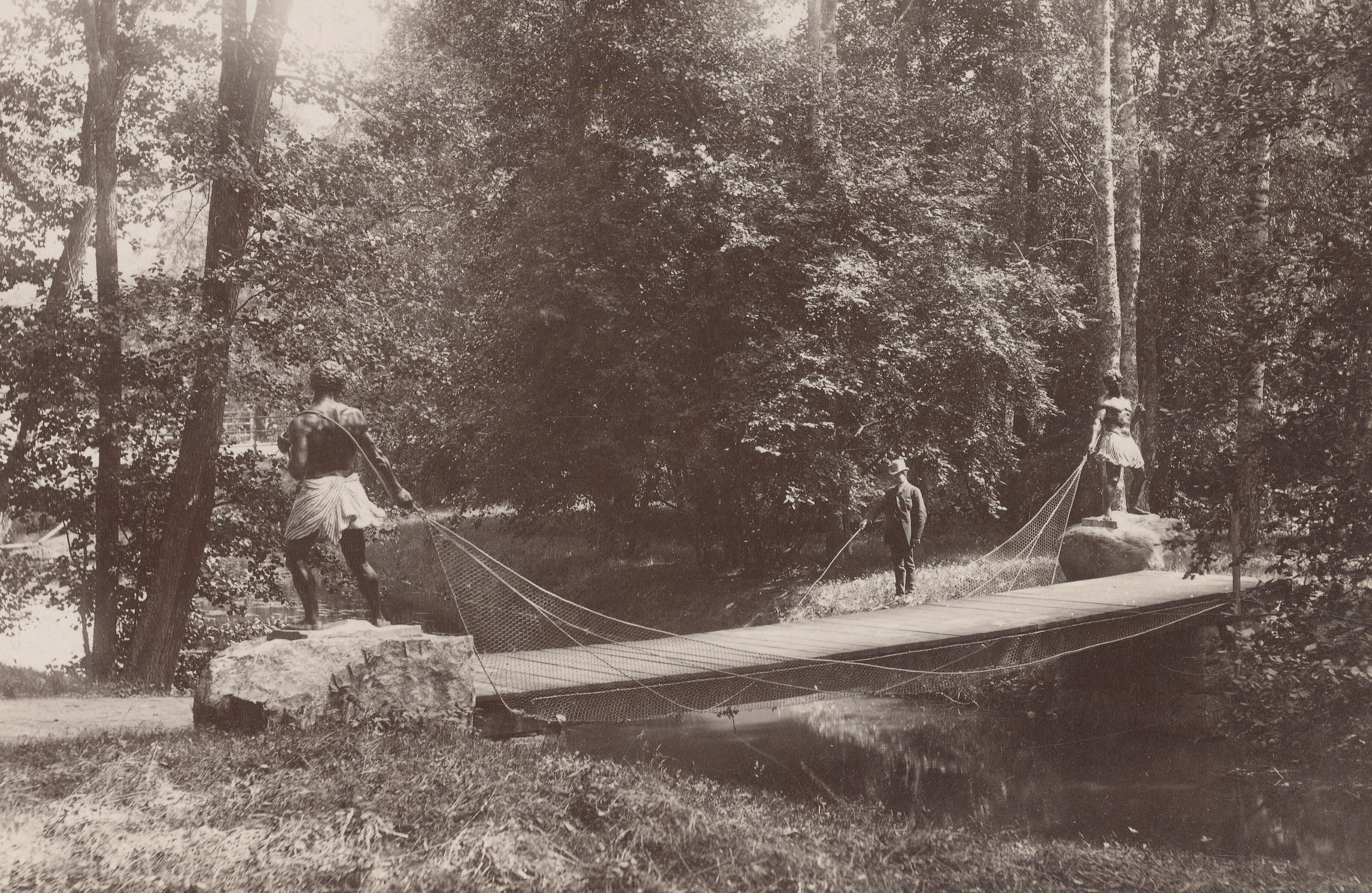
Bron 1890-tal, foto: Axel Sjöberg.

Ett exotiskt inslag i Hagaparken var en liten hängbro av gjutjärn som ledde till den så kallade Drottningens holme framför Drottningens paviljong (numera Haga slott). Bron ritades 1845 av arkitekt Georg Theodor Chiewitz som på 1800-talets mitt var Oscar I:s favoritarkitekt med ansvar för olika projekt i Hagaparken.
Hängbrons pyloner gestaltades som två naturtrogna morianer klädda i höftskynke och brons dragstag utformades som nät som båda männen höll i. Figurgruppen hade skapats av konstnären och gravören Pehr Henrik Lundgren (1824–1855) och göts vid Ludwigsbergs verkstad. Figurernas socklar bär inskriptionen "P:Lundgren" och datum 1845 samt "I:Lamm" som stå för Jacques Lamm, Ludwigsbergs verkstads grundare.
Efter sänkningen av vattennivån i Brunnsviken 1863 hamnade bron och morianerna på torra land, därför flyttades alltsammans till Ulriksdals slottspark och placerades vid Igelbäcken, där de fortfarande står och håller i sina nät. Varje skulptur är målad polykrom och står på en fem centimeter hög gjutjärnsplatta, vilande på en gråsten. Norra morianen har ett blå-vitrandigt höftskynke medan södra morianen bär ett röd-vitrandigt höftskynke. I maj 2015 renoverades figurernas målning.

## Bilder

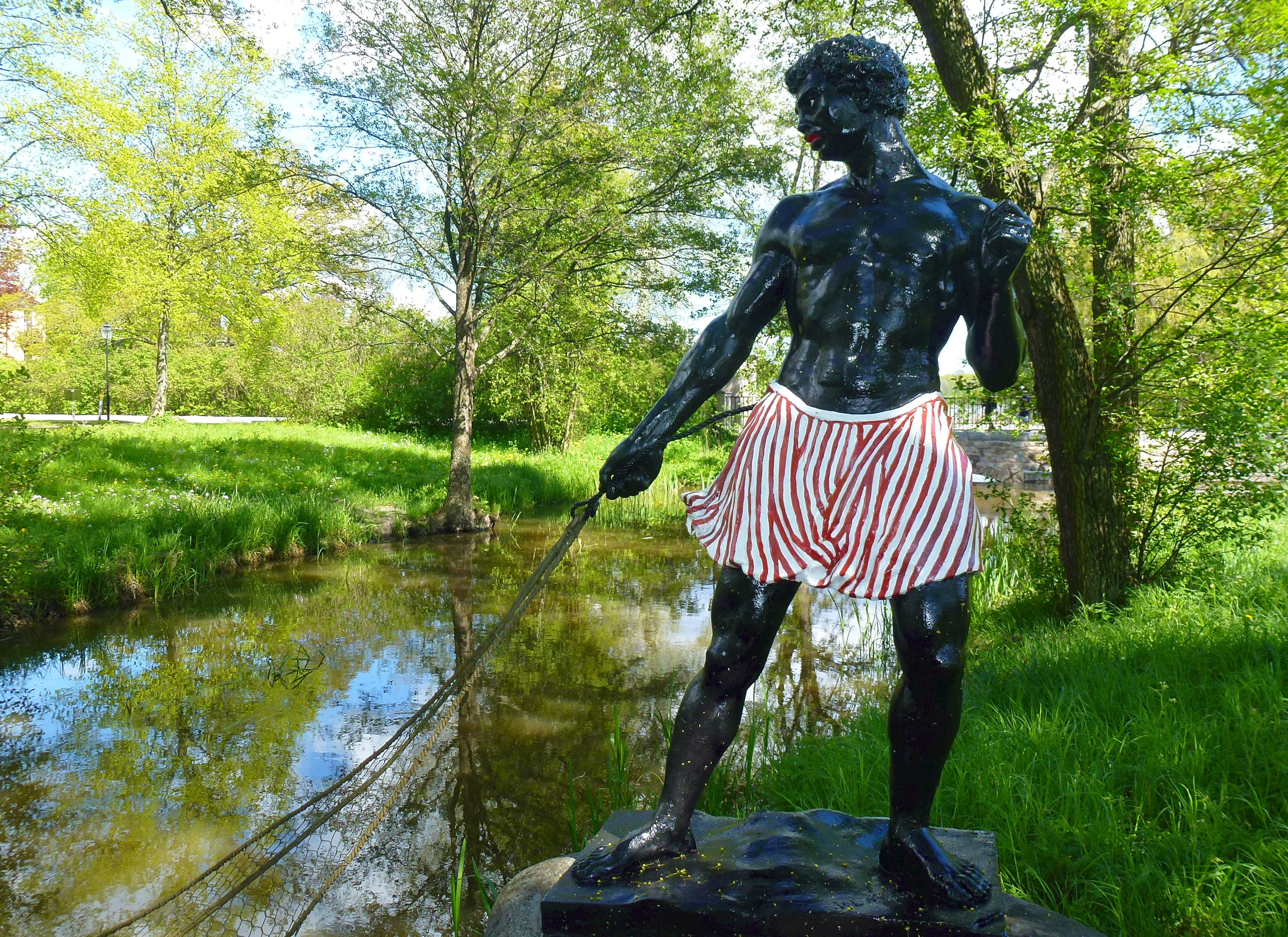
Södra morianen med röd-vitrandigt höftskynke
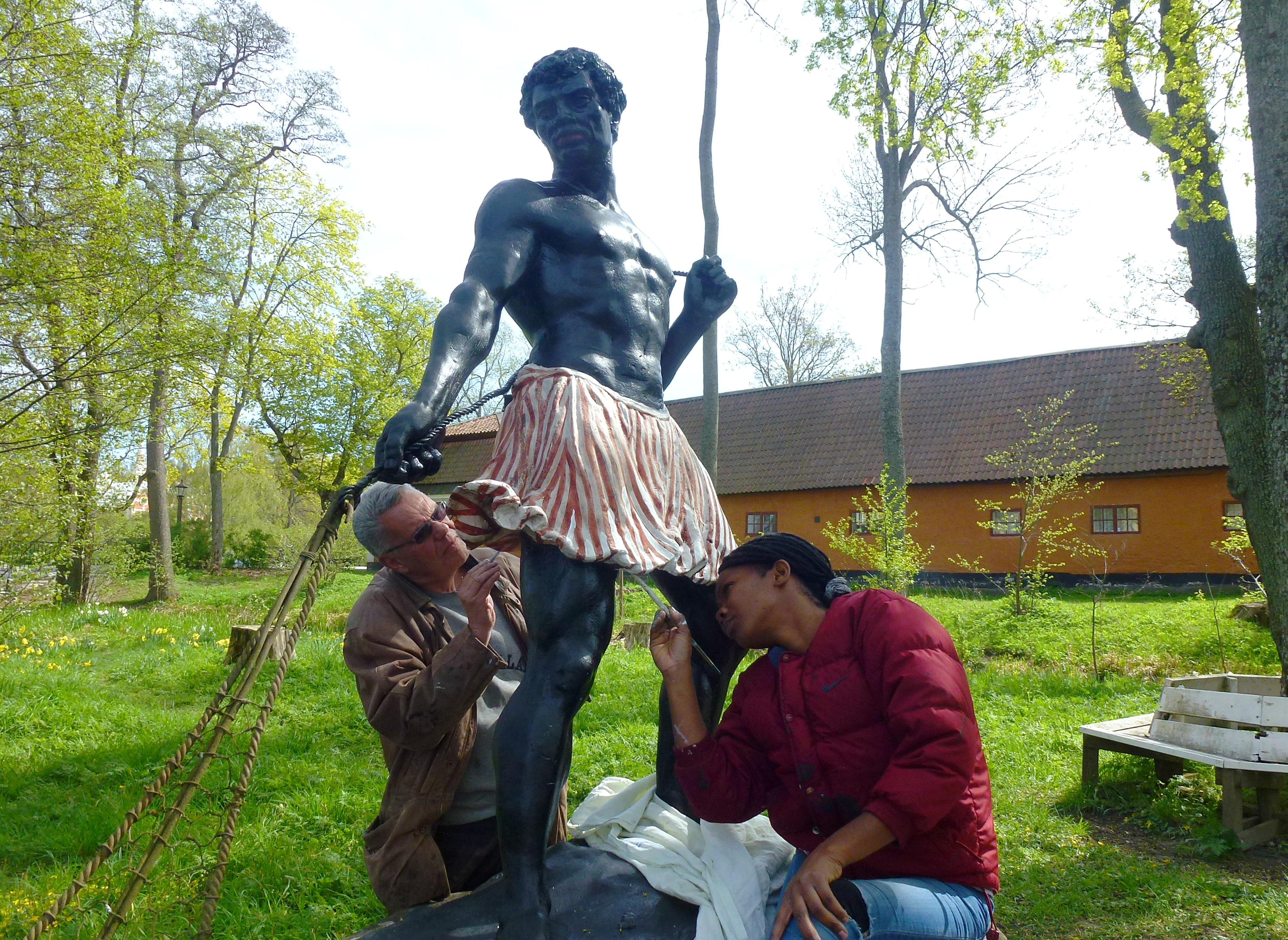
Målningsrenovering maj 2015
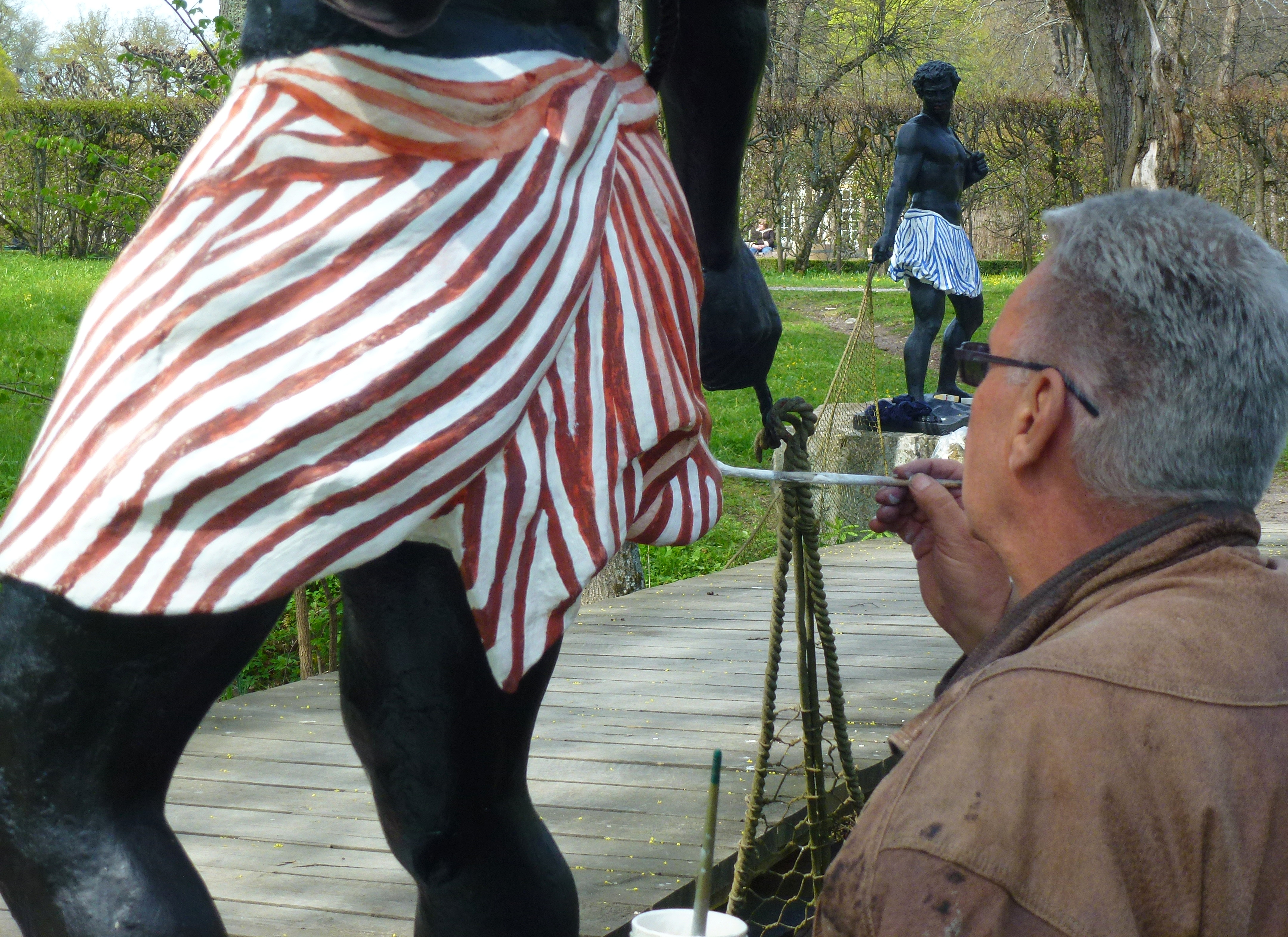
Målningsrenovering maj 2015
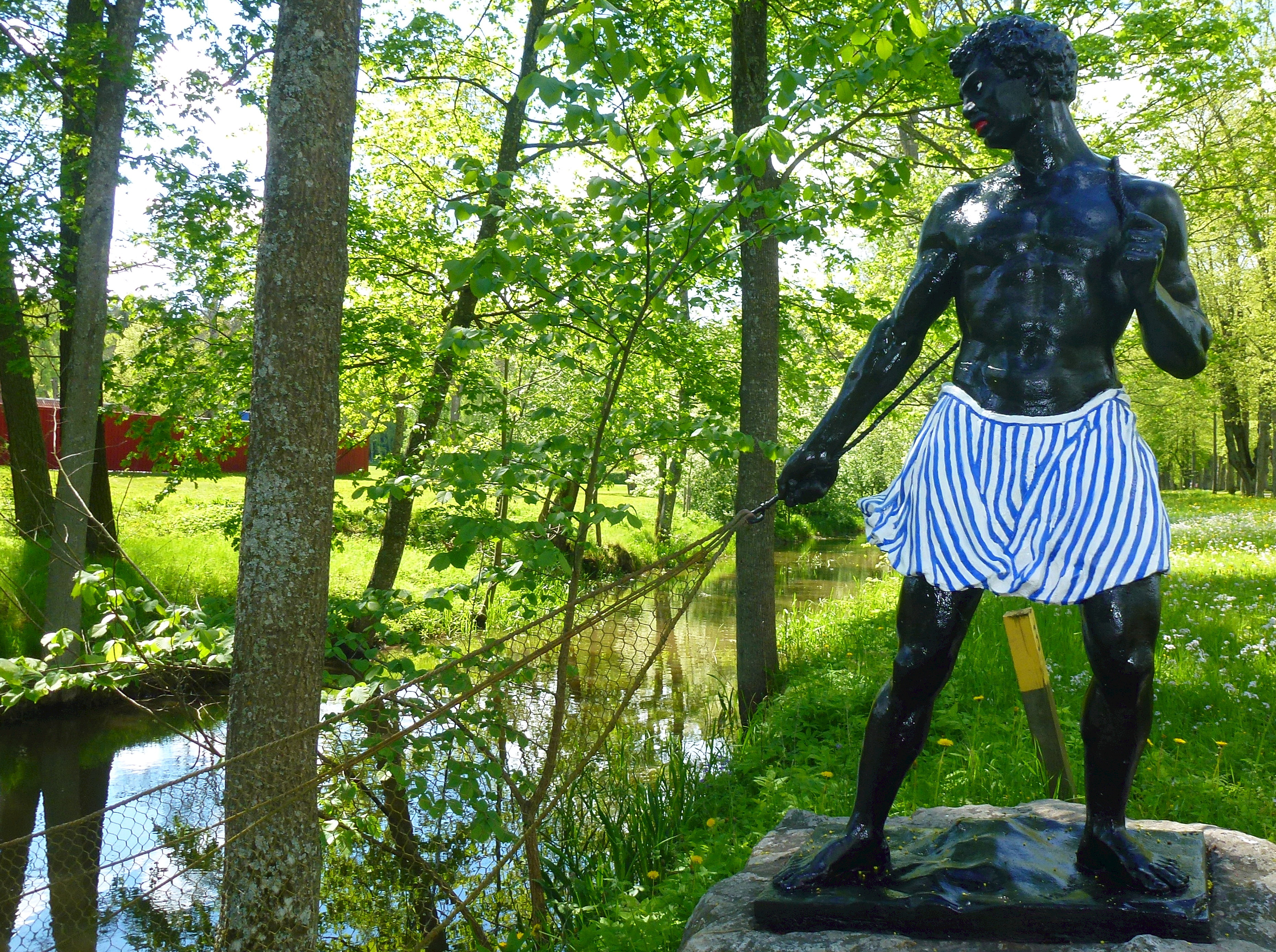
Norra morianen med blå-vitrandigt höftskynke